# Gomphidia confluens
Gomphidia confluens är en trollsländeart som först beskrevs av Selys 1878.  Gomphidia confluens ingår i släktet Gomphidia och familjen flodtrollsländor. IUCN kategoriserar arten globalt som livskraftig. Inga underarter finns listade i Catalogue of Life.